# Renault RE20B
Chronologie des modèles (1981)
Renault RE20 Renault RE30
La Renault RE20B est une monoplace de Formule 1 conçue par Renault Sport pour le championnat du monde de Formule 1 1981. C'est une évolution de la Renault RE20. Elle est pilotée par René Arnoux et Alain Prost qui succède à Jean-Pierre Jabouille au sein de l'équipe Renault.

## Résultats en championnat du monde de Formule 1
| Saison | Écurie             | Moteur         | Pneus    | Pilotes     | Courses | Courses | Courses | Courses | Courses | Courses | Courses | Courses | Courses | Courses | Courses | Courses | Courses | Courses | Courses | Points inscrits | Classement |
| Saison | Écurie             | Moteur         | Pneus    | Pilotes     | 1       | 2       | 3       | 4       | 5       | 6       | 7       | 8       | 9       | 10      | 11      | 12      | 13      | 14      | 15      | Points inscrits | Classement |
| ------ | ------------------ | -------------- | -------- | ----------- | ------- | ------- | ------- | ------- | ------- | ------- | ------- | ------- | ------- | ------- | ------- | ------- | ------- | ------- | ------- | --------------- | ---------- |
| 1981   | Équipe Renault Elf | Renault EF1 V6 | Michelin |             | EUO     | BRÉ     | ARG     | SMR     | BEL     | MON     | ESP     | FRA     | GBR     | ALL     | AUT     | P-B     | ITA     | CAN     | LVE     | 54*             | 3e         |
| 1981   | Équipe Renault Elf | Renault EF1 V6 | Michelin | Alain Prost | Abd     | Abd     | 3e      | Abd     | Abd     |         |         |         |         |         |         |         |         |         |         | 54*             | 3e         |
| 1981   | Équipe Renault Elf | Renault EF1 V6 | Michelin | René Arnoux | 8e      | Abd     | 5e      | 8e      | Nq      |         |         |         |         |         |         |         |         |         |         | 54*             | 3e         |

Légende : ici
- * 48 points marqués avec la Renault RE30.